# Aleja 29 Listopada w Krakowie
Aleja 29 Listopada – główna krakowska trasa wylotowa w kierunku północnym, stanowiąca fragment krajowej i międzynarodowej drogi krajowej nr 7 (E77), a także fragment II obwodnicy Krakowa. Biegnie po dawnym trakcie warszawskim – stanowi tradycyjne przedłużenie ulicy Warszawskiej.
Od swojego początku do ul. Opolskiej w każdym kierunku posiada 3 pasy ruchu (wyjątkiem jest estakada nad torami kolejowymi prowadzącymi do Dworca Głównego nad ulicami Warszawską i Miłosza, gdzie Aleja 29 Listopada ma po 2 pasy ruchu w obu kierunkach), z których jeden jest zarezerwowany dla komunikacji miejskiej i służb porządkowych. Między ul. Opolską a ul. Powstańców posiada po 2 pasy ruchu – bez wydzielonego dla komunikacji miejskiej. Dalej w kierunku na Warszawę składa się tylko z jednego pasa w każdym kierunku.
Na skrzyżowaniu alei 29 listopada z ulicami Lublańską oraz Opolską przebiega estakada im. Generała Tadeusza Rozwadowskiego (w ciągu ulic: Lublańskiej i Opolskiej), którą budowano w okresie od grudnia 1999 do listopada 2001 roku.
21 października 2016 ogłoszono przetarg na rozbudowę ulicy na odcinku o dł. 2,6 km (od ul. Opolskiej do granic miasta.) W ramach remontu ulica zostanie poszerzona do dwóch pasów w każdym kierunku; miejscami powstaną także buspasy. Umowa została podpisana 24 maja 2017 roku. Koszt remontu szacuje się na ok. 90 mln zł. Zakończenie prac miało pierwotnie nastąpić pod koniec 2021 roku, lecz ostatecznie całość inwestycji zostanie ukończona pod koniec 2023 roku.

## Obiekty wzdłuż alei

### Obiekty związane z kultem religijnym
- Cmentarz Rakowicki,
- Kościół Pana Jezusa Dobrego Pasterza w Krakowie,
- kapliczka koło skrzyżowania z ul. Nad Strugą.

### Zabytki
- Rogatka Warszawska Twierdzy Kraków,
- Fort reditowy 12 (IVa) „Luneta Warszawska”.

### Budynki użyteczności publicznej
- Młodzieżowy Dom Kultury przy skrzyżowaniu z ul. Dobrego Pasterza.

### Inne
- Uniwersytet Rolniczy posiada przy skrzyżowaniu z ul. Wileńską Wydział Leśny i Wydział Ogrodniczy oraz kampus akademicki,
- domy mieszkalne ze sklepami i punktami usługowymi.

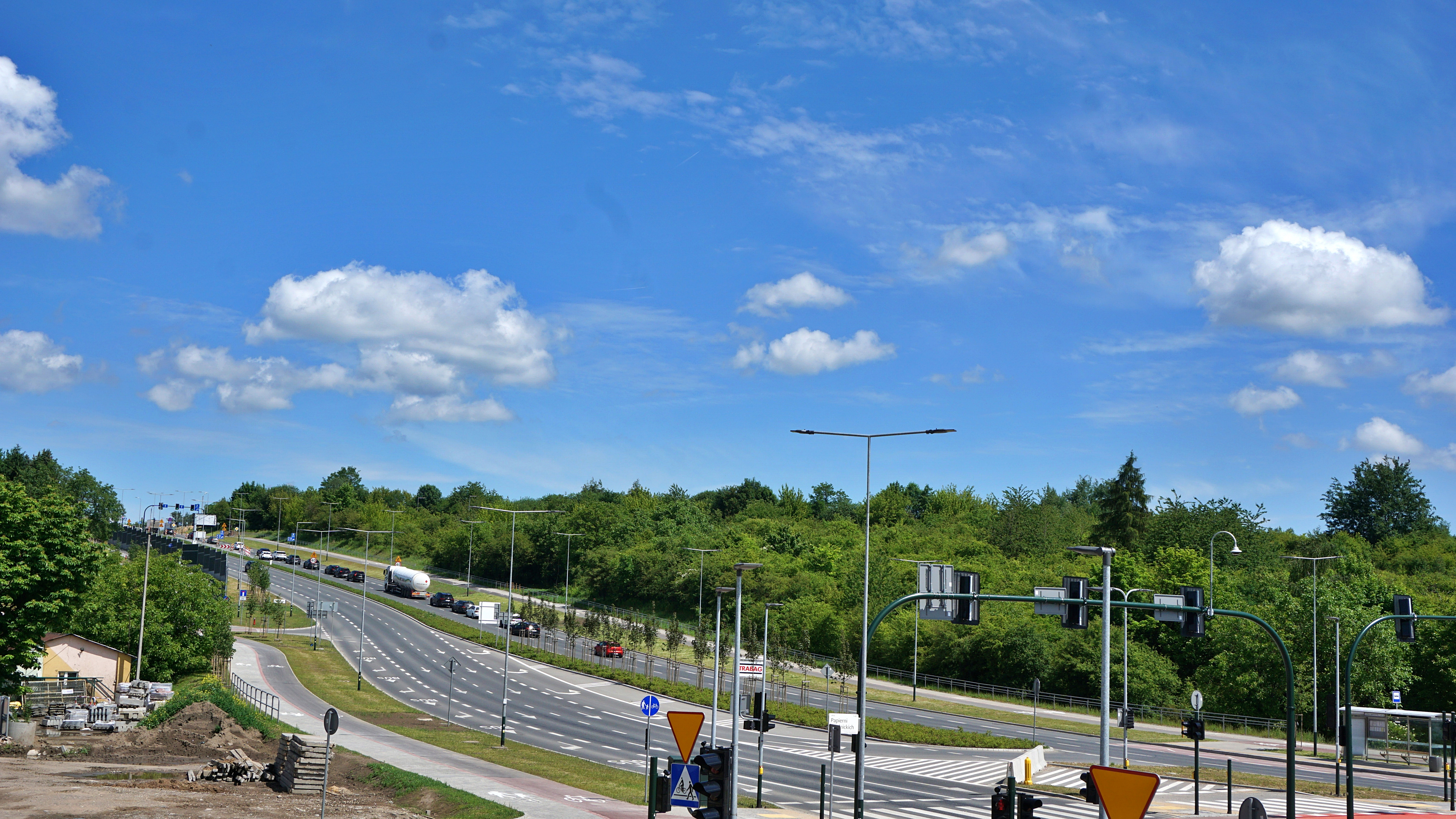
Widok na północ od skrzyżowania z ul. Papierni Prądnickich